# Андра (фильм)
«Андра» — приключенческий художественный фильм в стиле фэнтези. Фильм также известен и под названием «Честь Хондры».

## Сюжет
Фильм рассказывает о жизни свободолюбивых и независимых амазонок. Они могут делать почти всё без мужчин: жить, сражаться, всё кроме одного: рожать детей. Они так и говорят, мужчины нам нужны только для того «Чтобы семя заронить в чрево твое…».
Главная героиня фильма — амазонка Андра, и она как и её соплеменницы считает, что мужчины лишние в этой жизни. По определённым причинам Андра отправляется в дальний путь — её ждёт много встреч с новыми людьми и масса нежданных открытий. 
В их деревню, напали воины-мужчины вражеского племени, который разграбили и уничтожили. Затем Андра, как единственная выжившая, вооруженная только мечом и луком, обратилась к мудрой женщине из клана. Она говорит ей, что она должна связываться с мужчиной, чтобы вдохнуть новую жизнь в клан через отца. Андра приезжает в город и находит там подходящего мужчину благодаря лекарю. Местный правитель Непакин обучает её быть рабыней и подружиться с другой пленной, которая скрывает своего сына. Она учит её женственности, но Андра учит её, как бороться. Она наконец рожает свою дочь от лекаря, но она похищена. Говорят, что теперь она служит гостям правителя как рабыня, но её подруга помогает освободить своего сына и дочь Андры. Она побеждает всех, а затем уезжает со своей дочерью.

## В ролях
- Лорен Лэндон — Андра, главная героиня, последняя из племени
- Джон Гаффари — Непакин, главный антагонист
- Мария Казаль — Трейсима
- Рамиро Оливерос — Пэтерей
- Луис Лоренцо — Ротрар
- Виктор Гэнс — Ландрацца

## Отзывы
Многие критики сравнивают этот фильм с фильмами «Конан-варвар» и «Рыжая Соня».